# Dama mesopotamica
El gamo persa (Dama mesopotamica) es una especie de mamífero artiodáctilo de la familia cérvido en peligro de extinción que actualmente solo se encuentra en la provincia de Juzestán, al suroeste de Irán en la zona limítrofe entre Irán e Irak. Se trata de una especie muy próxima al gamo europeo (Dama dama), tanto que a veces es considerado por algunos autores como una subespecie oriental del mismo llamada Dama dama mesopotamica.
Los gamos persas tienen una tamaño mayor que los europeos, con un máximo de 2,40 m de longitud y 1,10 de altura en la cruz. La cola es más corta que en el gamo europeo, mide entre 16 y 19 cm y el peso máximo de un ejemplar adulto es de 95 k. Las cuernas de los machos alcanzan mayor longitud que en los gamos europeos, pero están menos palmeadas. El asta de la cornamenta constituye una auténtica pala terminal, si bien se ensancha en el tercio inferior y en el candil medio. Como cualquier otro ciervo, este animal es un herbívoro que se alimenta de hojas y hierbas. Vive en bosques densos.
El pelaje es sumamente espeso en el cuello y en la cruz. El manto de pelo es corto y pardo-rojizo tirando a ocre, con manchas blancas especialmente numerosas en el torso. Las motas blancas que presenta a lo largo de la línea media del tronco terminan en unas franjas blancas, las cuales convergen a su vez en cada uno de los lados de la típica raya longitudinal oscura. El vientre, ancas, parte inferior de la cola y boca son blancas, así como un par de bandas que flanquean otra de color negro que recorre la parte superior de su cuello y espalda. En el cuello destaca una mancha blanca sobre el resto debido a su peculiar forma de manzana. Esta mancha, llamada manzana de Adán, está más marcada en los machos que en las hembras.
Tras treinta y dos semanas de gestación, las hembras paren en marzo o abril una o (muy raramente) dos crías, que maman durante el primer año de vida. Al año y medio maduran sexualmente. Viven unos veinte a veinticinco años.

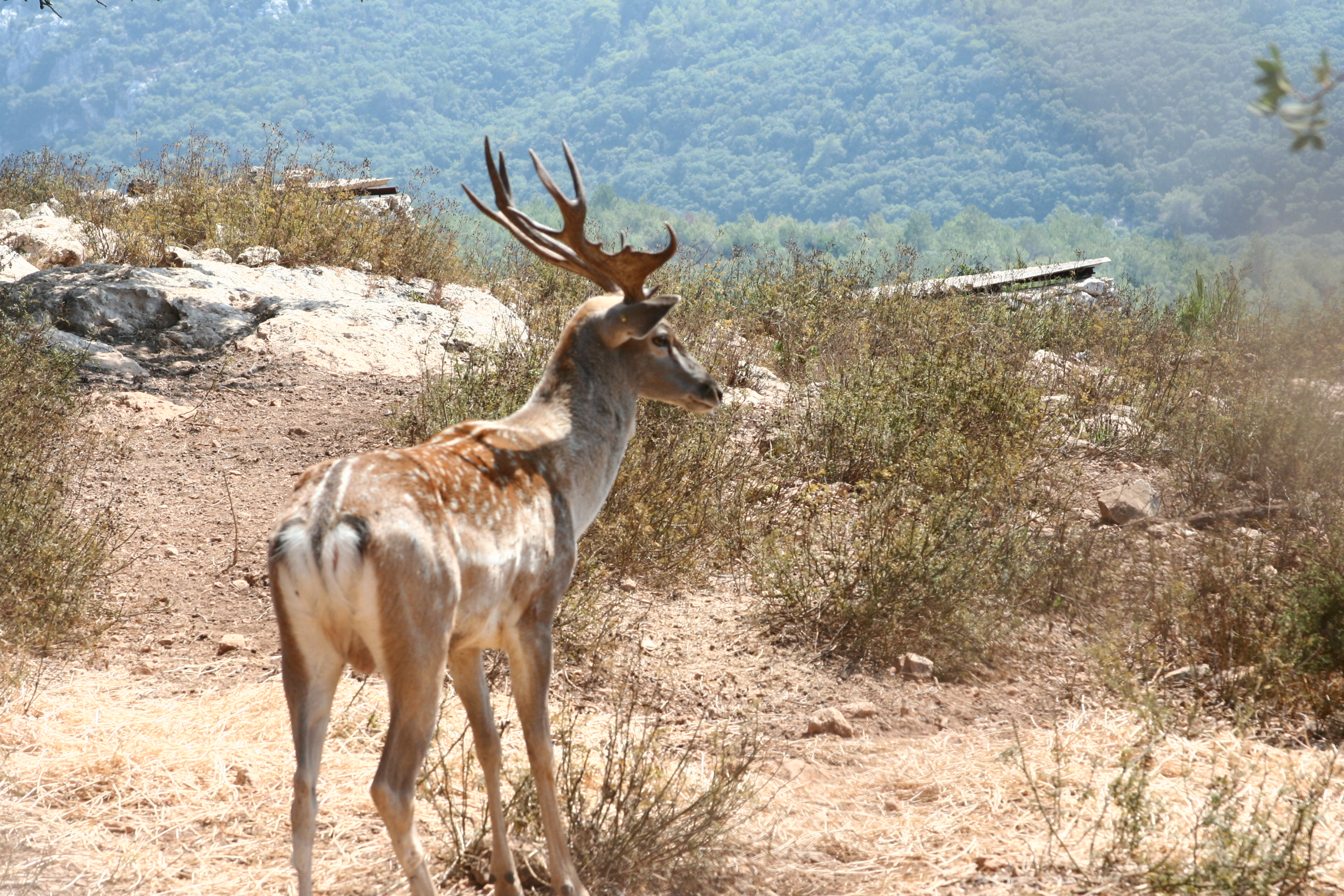
Gamo de mesopotamia en Israel.

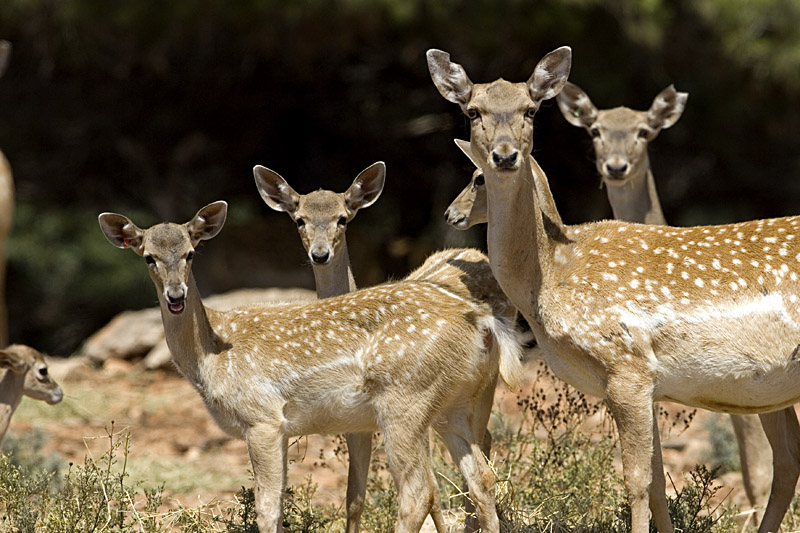
Hembras.

## Historia
El área de distribución original de esta especie se extendía desde Túnez hasta Irán oriental, pasando por Turquía, Palestina, Egipto y el Creciente Fértil. En el siglo IX a. C. fue introducido por el hombre en Chipre con fines venatorios. Posteriormente, la población de este animal fue disminuyendo debido a la desertización, el avance de la agricultura, la deforestación y la caza. Fue ignorado en occidente hasta 1875, cuando Robertson, el vicecónsul británico en Persia, divisó una manada al sudoeste del país. Robertson comunicó su hallazgo al Museo Británico de Londres y posteriormente dispuso la captura y envío de varios animales al zoológico de la capital británica, donde los gamos se reprodujeron sin dificultad. Posteriormente los animales del zoo se trasladaron al parque de Woburn Abbey, propiedad del duque de Bedford, donde en teoría se desarrollarían mejor. Sin embargo, la población de gamos persas en Woburn Abbey acabó por extinguirse a principios del siglo XX. A principios del siglo XX no había en Europa ningún otro ejemplar de esta subespecie, en Persia, tampoco se tenían noticias sobre la subsistencia de las poblaciones originarias.
Tras décadas sin recibir noticias de las poblaciones iraníes, la especie fue declarada extinta en 1951. Por encargo de la Unión internacional para la protección de la naturaleza, en 1955 el investigador estadounidense Lee Merriam Talbot viajó a Oriente Próximo y Medio, donde oyó hablar de una manada salvaje durante un viaje a Irán, y volvió a su país con la noticia de que existían "ciervos" en la provincia de Juzistán. Georg Von Opel, fundador de una dehesa zoológica en Kronberg - Taurus, subvencionó la labor de los zoólogos alemanes Theodor Halte-North y Werner Trense consistente en hallar ejemplares del gamo persa y experimentar su conservación. Trense una vez en Irán y, apoyándose en los testimonios locales, dio por fin con una manada de gamos persas vivos en 1957 en un apartado bosque a las orillas del río Karjeh, en la provincia de Juzestán. Inmediatamente se pusieron en marcha medidas para proteger la especie y estimular su crecimiento mediante cría en cautividad. Entregó a la dehesa de Kronberg una joven pareja de gamos de Mesopotamia. Posteriormente, las crías de esta pareja se complementaron mediante sucesivas capturas. Asimismo, en Irán se constituyó una dehesa por iniciativa privada, destinada a la cría y conservación del gamo de Mesopotamia. En 1997 se liberaron varios ejemplares en una reserva de Israel que actualmente cuenta con 30 ejemplares. Otros 250 se reparten entre zoológicos de todo el mundo. 
La IUCN considera al gamo persa especie en peligro desde 1996, debido fundamentalmente a la pérdida de su hábitat. Se ignora el número de ejemplares que aún sobreviven en libertad.